# Gabriello Carotti
Gabriello Carotti (Orbetello, 25 novembre 1960) è un allenatore di calcio ed ex calciatore italiano, di ruolo centrocampista.

## Carriera

### Giocatore
Ha iniziato a giocare a calcio nella squadra della sua cittadina natale, l'Orbetello, per poi partire nel 1974 alla volta di Milano, dove calcisticamente è cresciuto nelle giovanili del Milan. Carotti ha esordito in prima squadra il 19 marzo 1978, non ancora diciottenne, al Dall'Ara contro il Bologna (0-0). Dopo una stagione senza mai scendere in campo, nel 1979-1980 ha disputato 14 partite in Serie A con i rossoneri, segnando anche la sua prima rete il 14 ottobre 1979 al Curi contro il Perugia, fissando il risultato finale sull'1-1. Nella stagione successiva è rimasto al Milan nonostante la retrocessione dei rossoneri in Serie B a seguito dello scandalo del calcio-scommesse e ha disputato 17 partite nel campionato cadetto 1980-1981, contribuendo al ritorno in massima serie dei rossoneri.
Nel 1981 si è trasferito all'Ascoli, anch'esso in Serie A, dove è rimasto due stagioni collezionando un totale di 48 partite e 4 gol in campionato. Nel 1983 è ritornato al Milan per rimanervi per 3 stagioni nelle quali è sceso in campo in 50 occasioni (30 in campionato, 14 in Coppa Italia, 3 in Coppa UEFA e 3 nel Torneo Estivo del 1986) e ha realizzato 8 reti (5 in campionato e 3 in Coppa Italia, tutte nella 1983-1984). In totale nelle stagioni trascorse in rossonero ha giocato 95 partite ufficiali nelle quali ha segnato 11 gol.
Nel 1986 è passato al L.R. Vicenza in Serie B e poi alla Reggiana in Serie C1. Successivamente ha chiuso la carriera nei dilettanti giocando nella Gallaratese.

### Allenatore
Appese le scarpette al chiodo, ha intrapreso la carriera di allenatore a livello giovanile, seguendo nel 2006-2007 la selezione Allievi Regionali della squadra in cui aveva iniziato a giocare a calcio, l'Orbetello. Dal 2009-2010 è allenatore del settore giovanile dell'Albinia, squadra di cui ha seguito nel 2009-2010 gli Allievi Provinciali, nel 2011-2012 gli Allievi Regionali e nella stagione successiva i Giovanissimi Provinciali, nel 2018 è alla polisportiva Orbetello scalo.
Nel 2021 è stato il responsabile delle giovanili dell'Argentario, dal 2022 al 2024 ha allenato il Grosseto, nella stagione 2024-2025 allena gli esordienti della A.S.D. Tarquinia Calcio.

## Palmarès

### Giocatore

#### Competizioni regionali
- Promozione: 1

Gallaratese: 1989-1990 (girone A)

#### Competizioni nazionali
Campionato italiano di Serie A: 1
Milan:1978-1979
- Campionato italiano di Serie B: 1

Milan: 1980-1981